# Clustal

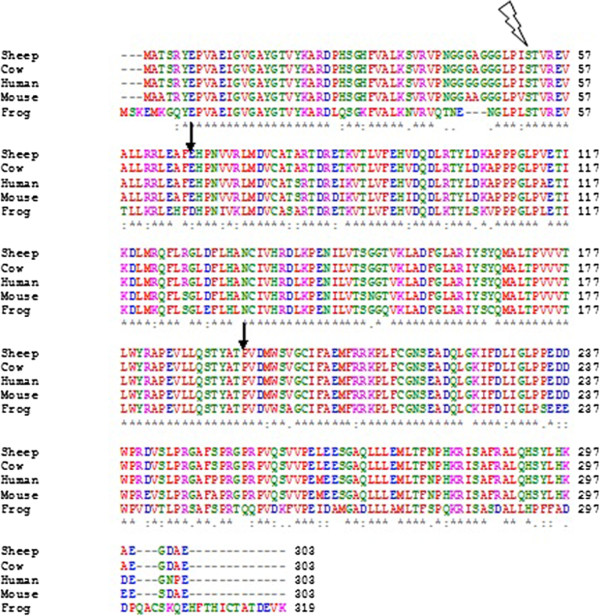
由ClustalW执行的多种生物CDK4蛋白的多重序列比對，箭头指出位置为點突變

Clustal是一类用于多重序列比對的生物信息学计算机程序。

## 版本
Clustal软件有如下几个版本：
- Clustal：最早的版本，由德斯蒙德·G·希金斯在1988年发表[3]
- ClustalV：Clustal的第二个版本，1992年发布[4]
- ClustalW：Clustal的第三个版本，1994年发布[3]
- ClustalX：Clustal的第四个版本，1997年发布[5]
- Clustal2：Clustal的第五个版本，2007年发布[6]
- ClustalΩ：Clustal的第六个版本，2011年发布[7][8]